# Nazionale olimpica di calcio dell'Arabia Saudita
La Nazionale olimpica dell'Arabia Saudita di calcio è la rappresentativa calcistica dell'Arabia Saudita che rappresenta l'omonimo stato ai Giochi olimpici.

## Storia
La nazionale olimpica di calcio dell'Arabia Saudita ha partecipato a tre edizioni dei giochi olimpici nel 1984, nel 1996 e nel 2021. In tutte le occasioni collezionò tre sconfitte su altrettante partite giocate. Nella prima partecipazione subì 10 gol e ne realizzò soltanto uno grazie a Majed Abdullah contro il Brasile. Invece nella seconda partecipazione subì 5 gol ma riuscì a segnarne 2 e i realizzatori furono Mohamed Al-Khilaiwi contro l'Australia e Fuad Amin contro la Francia. Alle Olimpiadi di Tokyo 2020 viene eliminata ai gironi, con tre sconfitte su tre, contro Germania, Brasile e Costa d'Avorio, 4 gol segnati e 8 subiti. Al Najei è il migliore marcatore dell'Arabia Saudita alle Olimpiadi, con due reti.

## Statistiche dettagliate sui tornei internazionali

### Giochi olimpici
| Anno | Luogo             | Piazzamento      | V | N | P | Gol  |
| ---- | ----------------- | ---------------- | - | - | - | ---- |
| 1952 | Helsinki          | Non partecipante | - | - | - | -    |
| 1956 | Melbourne         | Non partecipante | - | - | - | -    |
| 1960 | Roma              | Non partecipante | - | - | - | -    |
| 1964 | Tokyo             | Non partecipante | - | - | - | -    |
| 1968 | Città del Messico | Non partecipante | - | - | - | -    |
| 1972 | Monaco di Baviera | Non partecipante | - | - | - | -    |
| 1976 | Montréal          | Non qualificata  | - | - | - | -    |
| 1980 | Mosca             | Non partecipante | - | - | - | -    |
| 1984 | Los Angeles       | Primo turno      | 0 | 0 | 3 | 1:10 |
| 1988 | Seul              | Non qualificata  | - | - | - | -    |
| 1992 | Barcellona        | Non qualificata  | - | - | - | -    |
| 1996 | Atlanta           | Primo turno      | 0 | 0 | 3 | 2:5  |
| 2000 | Sydney            | Non qualificata  | - | - | - | -    |
| 2004 | Atene             | Non qualificata  | - | - | - | -    |
| 2008 | Pechino           | Non qualificata  | - | - | - | -    |
| 2012 | Londra            | Non qualificata  | - | - | - | -    |
| 2016 | Rio de Janeiro    | Non qualificata  | - | - | - | -    |
| 2020 | Tokyo             | Primo turno      | 0 | 0 | 3 | 4:8  |